# Hypenodes bicolor
Hypenodes bicolor är en fjärilsart som beskrevs av Barend J. Lempke 1949. Hypenodes bicolor ingår i släktet Hypenodes och familjen nattflyn. Inga underarter finns listade i Catalogue of Life.